# Harivesandra .K, Gubbi
Harivesandra.K là một làng thuộc tehsil Gubbi, huyện Tumkur, bang Karnataka, Ấn Độ.